# Шевченко, Владимир Илларионович
Владимир Илларионович Шевченко (25 июня 1908, хутор Америка, Второй Донской округ, область Войска Донского — 7 января 1972, Волгоград) — советский военный деятель, генерал-майор авиации (4.06.1940). Герой Советского Союза (14.03.1938).

## Начальная биография
Родился 25 июня 1908 года на хуторе Америка Второго Донского округа области Войска Донского (ныне — в черте посёлка Панфилово Новоаннинского района Волгоградской области), в крестьянской семье.
Окончил приходскую школу и рабфак в Сталинграде.

## Военная служба

### Довоенное время
В ноябре 1929 года был призван в ряды РККА и направлен красноармейцем во 2-й полк связи, дислоцированный в Ленинграде. Вскоре был направлен на учёбу в полковую школу 2-го полка связи, которую окончил в 1930 году, после чего в июле 1930 года поступил в Военно-теоретическую школу ВВС РККА, а в мае 1931 года – во 2-ю военную школу лётчиков, по окончании которой в июне 1932 года был назначен на должность младшего лётчика 15-й авиаэскадрильи, дислоцированной в Брянске.
В 1932 году вступил в ряды ВКП(б).
В декабре 1933 года был назначен на должность командира корабля, в июне 1935 года – на должность командира звена 4-й дальней разведывательной эскадрильи (Белорусский военный округ), а в январе 1937 года – на должность командира авиационного отряда 11-й авиаэскадрильи (Белорусский военный округ).
Принимал участие в ходе гражданской войны в Испании, находясь на должности командира авиационного отряда бомбардировщиков. За время боевых действий совершил 156 боевых вылетов.
Указом Президиума Верховного Совета СССР от 14 марта 1938 года за героизм и мужество, проявленные при выполнении воинского и интернационального долга старшему лейтенанту Владимиру Илларионовичу Шевченко присвоено звание Героя Советского Союза с вручением ордена Ленина, а после учреждения ему была вручена медаль «Золотая Звезда» (№ 69).
После возвращения из Испании В. И. Шевченко сразу было присвоено воинское звание полковника. В 1938 году, находясь на должности председателя комиссии, находился в командировке в Чехословакии с задачей организации обучения чехословацких лётчиков на самолётах «СБ», поставка которых производилась из СССР в 1937–1938 годах. Перед командировкой вызывался на беседу с И. В. Сталиным, а после возвращения из этой командировки за успешное выполнение задания был награждён легковой машиной «М-1».
В июне 1938 года был назначен на должность заместителя начальника Главной лётной инспекции при Военном совете ВВС РККА.
В 1939 году был назначен на должность командира 100-й авиационной бомбардировочной бригады, после чего принимал участие в боях с японцами на реке Халхин-Гол. За успешное выполнение боевых задач награждён орденом Красного Знамени, а бригада под его командованием первой из авиационных частей была награждена орденом Ленина.
В декабре 1939 года был назначен на должность командира 10-й скоростной бомбардировочной авиационной бригады (Киевский военный округ). Принимал участие в советско-финской войне. 29 февраля 1940 получил звание комбрига.
Постановлением Совета Народных Комиссаров СССР от 4 июня 1940 года ему было присвоено воинское звание «генерал-майор авиации».
В июне 1940 года был назначен на должность командира 18-й авиационной дивизии (Киевский военный округ), а в феврале 1941 года – на должность командира 16-й авиационной дивизии (Тернополь, Одесский военный округ).

### Великая Отечественная война
С началом войны принимал участие в боевых действиях в ходе оборонительных боёв в Молдавии, в Тираспольско-Мелитопольской, Киевской и Донбасской оборонительных операциях, в последней из которых попал в окружение, в ходе выхода из которого получил контузию. После излечения принимал участие в ходе в Ростовской и Барвенково-Лозовской наступательных операциях. Временно исполнял должность начальника ВВС 37-й армии (Юго-Западный фронт).
25 мая 1942 года назначен на должность командира 216-й истребительной авиационной дивизии (14-я воздушная армия).
23 октября 1942 года был назначен на должность командира 1-го смешанного авиационного корпуса (17-я воздушная армия), после чего принимал участие в ходе Сталинградской битвы и Ворошиловградской, Донбасской, Никопольско-Криворожской и Одесской наступательных операций.
С мая 1944 года находился в распоряжении Главкома ВВС РККА и занимался проверкой боеготовности частей на Карельском и Ленинградском направлениях.
8 июля 1944 года был назначен на должность командира 182-й штурмовой авиационной дивизией (1-я воздушная армия), после чего принимал участие в ходе Мемельской, Восточно-Прусской, Кёнигсбергской и Земландской наступательных операций, была награждена орденами Суворова и Кутузова, а также получила почётное наименование «Тильзитская».

### Послевоенная судьба
После войны продолжил командовать дивизией, дислоцированной в Инстербурге (ныне — Черняховск, Калининградской области).
В 1946 году после расформирования дивизии отказался ехать на Дальний Восток, после чего в апреле этого же года при прохождении медкомиссии был призван инвалидом второй группы и уволен в запас.
2 февраля 1948 года был арестован и обвинён в хищении государственного имущества. 17 мая того же года был осуждён военным трибуналом Прибалтийского военного округа по Закону от 7 августа 1932 года «Об охране имущества государственных предприятий, колхозов и кооперации и укреплении общественной (социалистической) собственности» на 10 лет заключения в исправительно-трудовых лагерях, с поражением в правах на 5 лет и с конфискацией имущества. Указом Президиума Верховного Совета СССР от 25 января 1949 года лишён звания Героя Советского Союза. В соответствии с решением Военной коллегии Верховного Суда СССР от 17 июля 1948 года воинского звания «генерал-майор авиации» лишён не был.
Провёл 5 лет в лагерях под городом Кемерово и в мае 1953 года был освобождён по амнистии. Жил в посёлке Панфилово (Волгоградская область), где работал преподавателем военного дела в средней школе, инструктором Калининского районного отдела ДОСААФ, заведующим хлебопекарней и колхозной фермой.
26 февраля 1969 года постановлением Пленума Верховного Суда СССР дело на генерала В. И. Шевченко было прекращено за недоказанностью предъявленного обвинения, а указом Президиума Верховного Совета СССР от 12 мая 1969 года он восстановлен в звании Героя Советского Союза и в правах на все государственные награды.
В 1970 году переехал в Волгоград, где и умер 7 января 1972 года.
Похоронен в Волгограде.

## Награды
- медаль «Золотая Звезда» (14.03.1938[2]);
- орден Ленина (14.03.1938[2]);
- четыре ордена Красного Знамени (28.10.1937[3], 29.08.1939[4], 23.11.1942[5], 13.05.1945[6]);
- орден Суворова 2-й степени (17.09.1943[7]);
- орден Кутузова 2-й степени (19.04.1945[8]);
- два ордена Красной звезды (21.05.1940[9], 03.11.1944[10][11]);
- медали.

Иностранные награды:
- орден Красного Знамени (МНР; 1940[8]).

## Память
- Именем Героя названа улица в городе Волгограде[12].
- Панфиловской средней школе присвоено имя Героя Советского Союза В. И. Шевченко (2021).[13]